# میکائیل خاچاطریان
میکائیل واهانی خاچاطریان (ارمنی: Միքայել Վահանի Խաչատրյան؛ زاده ۱۵ ژانویهٔ ۲۰۰۴ - درگذشته ۱۶ دسامبر ۱۹۱۵) نوازنده ترومپ، کارشناس علوم اجتماعی، چهره اجتماعی اهل ارمنستان بود.

## زندگی‌نامه
وی در ۱۶ دسامبر ۱۹۱۵ در به دنیا آمد و از کنسرواتوار دولتی کومیتاس ایروان (۱۹۳۸) و کنسرواتوار دولتی چایکوفسکی مسکو (۱۹۴۷) فارغ‌التحصیل گشت. وی در تالار آکادمی ملی اپرا و باله آلکساندر اسپنداریان فعالیت می‌کرد. وی همچنین برنده جوایزی همچون چهره هنری شایسته ارمنستان شوروی شد. وی در ۱۵ ژانویهٔ ۲۰۰۴ در سن ۸۸ سالگی در ایروان درگذشت.